# Карзинкин, Андрей Сидорович
Андре́й Си́дорович Карзи́нкин (1755—1822), основатель московской купеческой династии Карзинкиных, известный в Москве чаеторговец, купец 1-й гильдии.

## Биография
Андрей Сидорович Карзинкин происходит из семьи экономических крестьян. Он родился в 1755 году в деревне Труфановской Борисоглебского уезда Ярославской губернии.
В 1791 году поселился в Москве со своей женой Авдотьей и с недавно родившимся сыном Иваном. Вскоре по приезде родился и второй сын — Александр.
Написание фамилии Карзинкин через букву «а» связано с тем, что документ, выданный А. С. Карзинкину в Москве был на акающем московском диалекте (в документах встречаются также написание Корзинкин). По семейной легенде свою фамилию купец взял в память о том, что своего младенца привез в Москву в бельевой корзине.

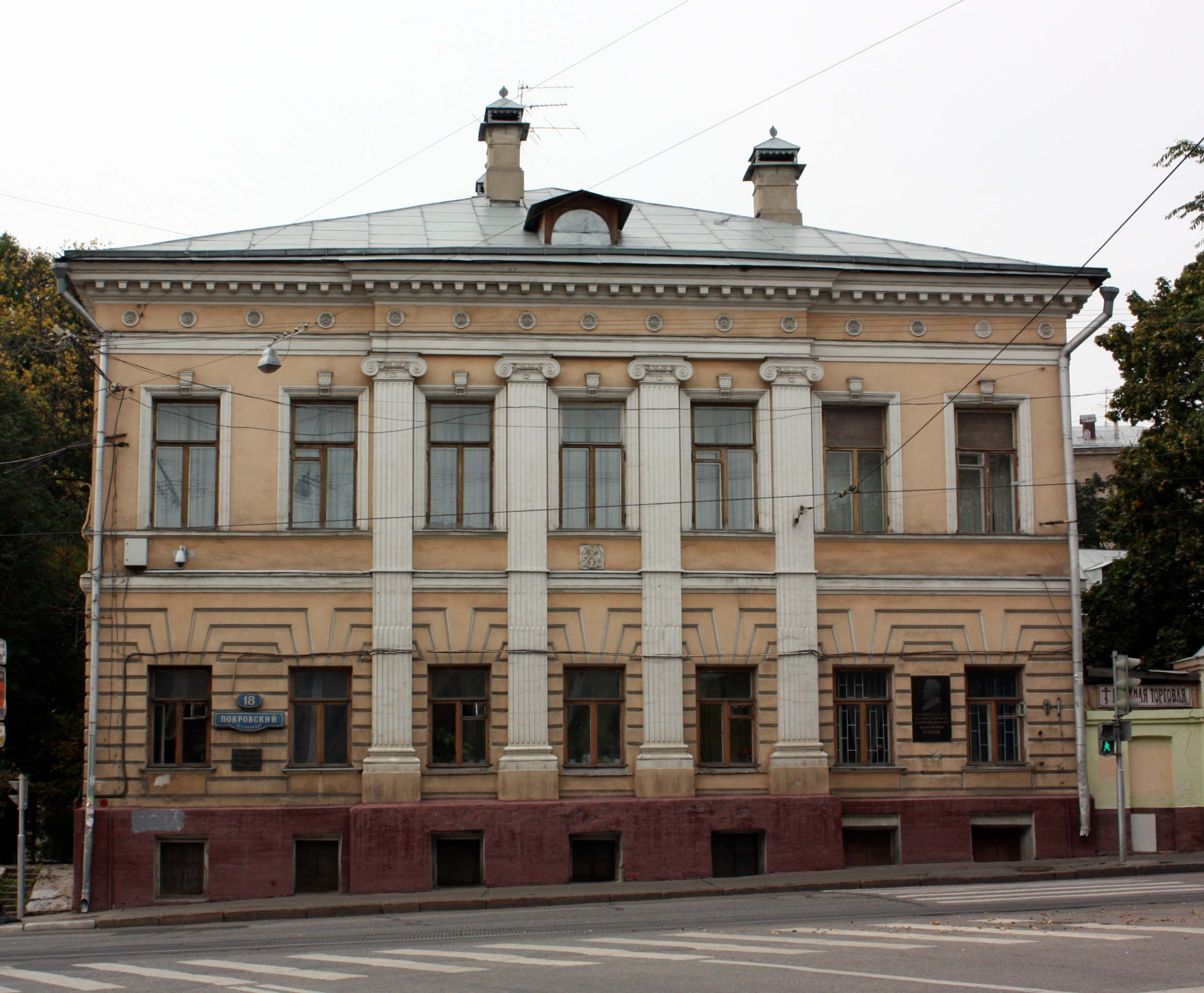
Дом Телешова. Семья потомков Телешовых-Карзинкиных живёт в этом доме до сих пор. Покровский бульвар угол Подколокольного переулка.

В Москве А. С. Карзинкин начал торговать имбирём в яблочном ряду Китай-города и записался купцом 3-й гильдии Кадашевской слободы. Семья Карзинкиных жила тогда в церковном доме храма Василия Блаженного.
К 1811 году Карзинкин стал известным чаеторговцем, купцом 1-й гильдии. Он жил уже в собственном доме в приходе Китай-городской церкви Николы Мокрого.
В 1818 году А. С. Карзинкин переехал в дом на Покровском бульваре, относящийся к приходу церкви Трёх Святителей. К тому времени купец овдовел, а его дети обзавелись собственными семьями и занимались чаеторговлей.
Андрей Сидорович умер в июне 1822 года 67 лет от роду. Отпевание было совершено в церкви Трёх Святителей. Дети А. С. Карзинкина — Иван Андреевич и Александр Андреевич пожертвовали на счет церкви 1000 рублей и богатые облачения.
Похоронили А. С. Карзинкина на кладбище Покровского монастыря. Впоследствии там хоронили всех Карзинкиных.